# CRRC Sirius
Die Fahrzeuge des Typs Sirius sind elektrische Triebzüge des chinesischen Herstellers CRRC für den Regional- und Fernverkehr. Erstkunde für diese Fahrzeuge war das tschechische Eisenbahnverkehrsunternehmen Leo Express (LE). Der Einsatz mit Fahrgästen begann 2024 im Dienst von RegioJet. Im tschechischen Fahrzeugeinstellungsregister werden sie als Baureihe 665 geführt.

## Geschichte
Leo Express (LE) bestellte 2016 drei Züge mit einer Option für 27 weitere im Gesamtwert von rund fünf Milliarden Kronen. Geplant war, sie auf den eigenwirtschaftlich betriebenen Fernverbindungen von Prag nach Ostrava, Krakau und Košice einzusetzen. Darüber hinaus waren neue Linien von Prag nach Pilsen, Děčín und Bratislava geplant.
Zwei Züge wurden im Herbst 2019 von China nach Bremen verschifft, dort zusammengebaut und auf dem Schienenweg zum Versuchsring Velim überführt. Die dritte Einheit verblieb zunächst beim Hersteller in Zhuzhou.
Im Frühjahr 2022 trat Leo Express vom Kaufvertrag zurück, nachdem die spanischen Unternehmen Renfe und CAF die Aktienmehrheit bei Leo Express übernommen hatten. Die Zulassung der Fahrzeuge stand seinerzeit kurz vor dem Abschluss. CRRC führte die Typenzulassung für Tschechien, Polen und die Slowakei unter der Leitung seiner europäischen Tochtergesellschaft CRRC ZELC Verkehrstechnik mit Sitz in Wien auf eigene Kosten fort.
Für die Übernahme der drei Züge interessierte sich schließlich das private tschechische Eisenbahnverkehrsunternehmen RegioJet (RJ). Im Januar 2024 absolvierte ein Zug erstmals eine Testfahrt auf dem öffentlichen Netz auf der Strecke Přerov–Otrokovice. Später lief ein Zug auf der Schnellzuglinie R23 zwischen Kolín und Ústí nad Labem im Regelbetrieb. Zwischen Februar und Mai 2024 legte die Einheit 665.002 dort die vom Eisenbahnamt geforderten 50.000 km zurück. Im Juni 2024 wurden Tests unter European Train Control System (ETCS) auf der Strecke Uničov–Olomouc–Červenka durchgeführt.
CRRC und RegioJet schlossen im September 2024 einen Mietvertrag mit fünf Jahren Laufzeit ab. Im November 2024 wurde die dritte Einheit 665.003 über Hamburg ausgeliefert. Sie traf am 23. Dezember 2024 in Tschechien ein. Die endgültige Zulassung für den Betrieb der Züge in der Tschechischen Republik wird für 2025 erwartet.
Regiojet setzt zwei Züge planmäßig auf der Schnellzuglinie R23 Kolín–Ústí nad Labem hl.n. ein, wo sie lokomotivbespannte Züge ersetzten. Damit erfüllt Regiojet eine Vertrag mit dem tschechischen Verkehrsministerium, der dort einen Betrieb mit modernen Niederflurzügen vorsieht. Da der dritte, im Dezember 2024 angelieferte Zug noch keine Zulassung besaß, musste dort weiterhin ein klassischer Wagenzug verkehren. Ersatzweise fahren seit März 2025 neue Einheiten des Typs Pesa Elf (Baureihe 655), die für den Regionalverkehr im Prager Verkehrsverbund (PID) vorgesehen sind und auch deren Corporate Identity tragen.
Seit 9. April 2025 wird auch die dritte Einheit 665.003 im Fahrgastbetrieb auf der Linie R23 eingesetzt.

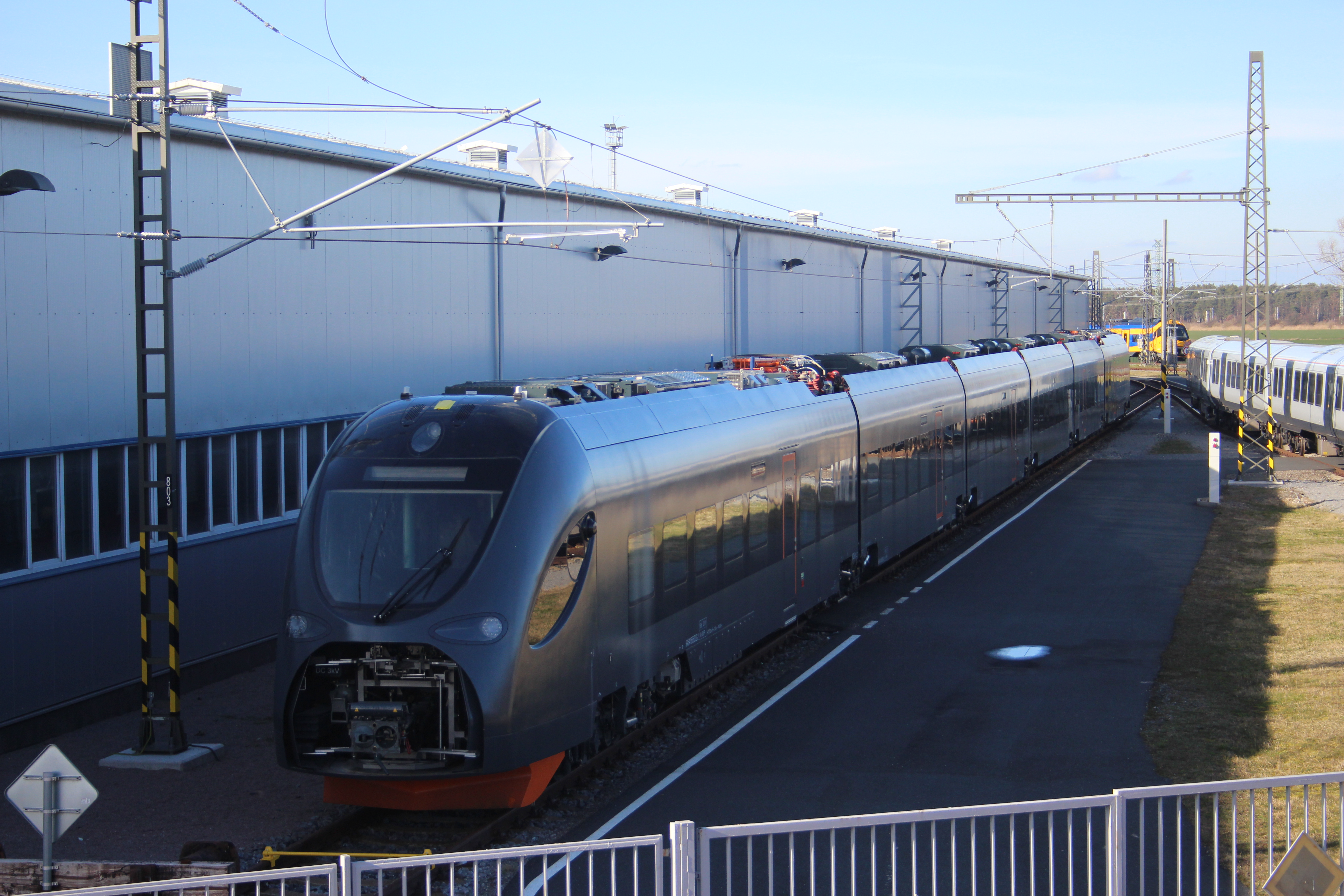
665.001 am Versuchsring Velim (März 2020)
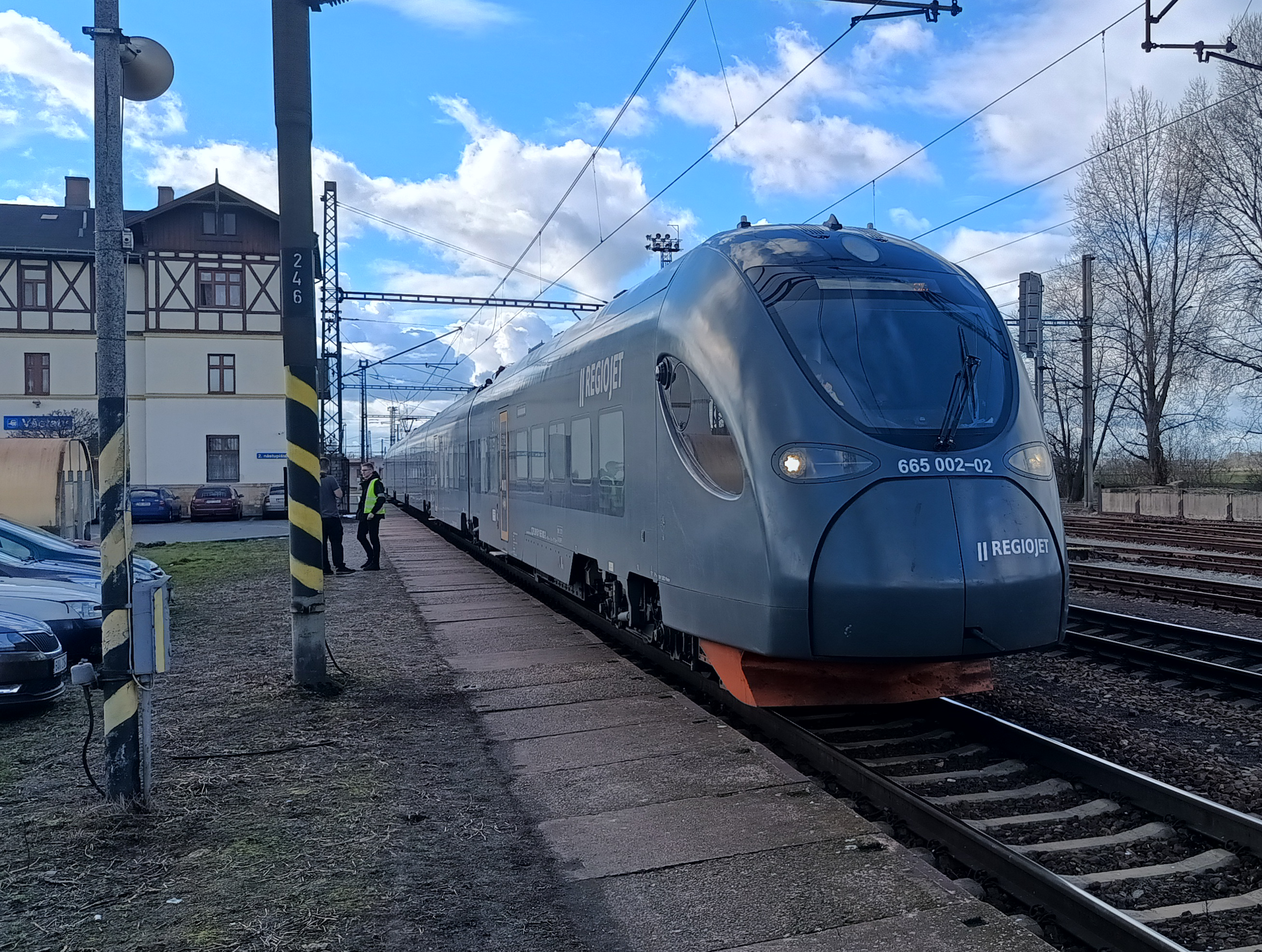
665.002 in Všetaty während der Testfahrten mit Reisenden (Frühjahr 2024)
665.001 in Lysá nad Labem im RegioJet-Design (November 2024).
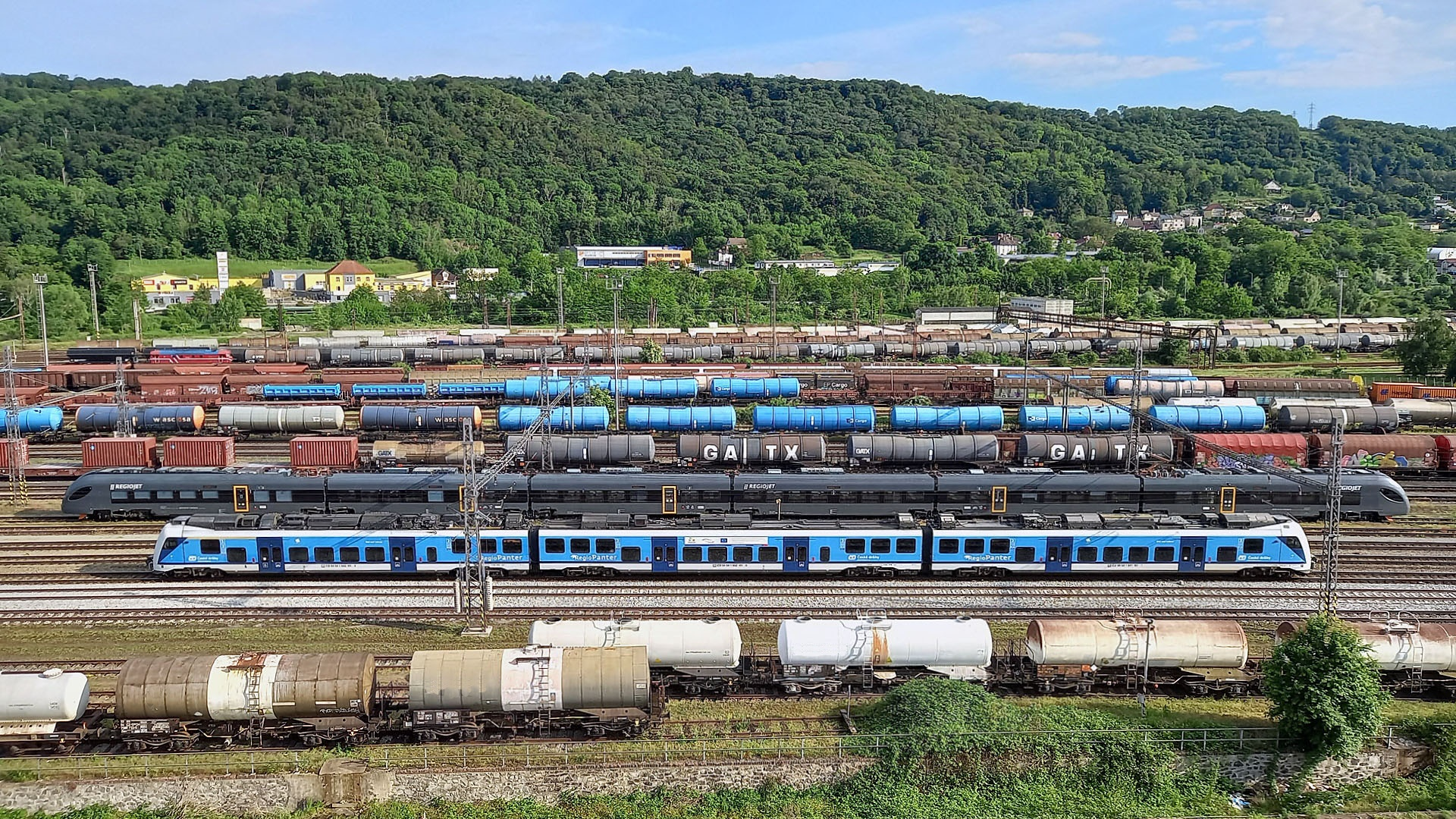
Sirius hinter einem RegioPanter

## Technische Merkmale
Der niederflurige Triebzug besteht aus insgesamt sechs Wagenteilen, die sich untereinander auf Jakobsdrehgestellen abstützen. Die Einheit ist dadurch im Betrieb nicht trennbar. Angetrieben sind jeweils die beiden Drehgestelle unter den Endwagen. Die Endwagen sind 22 Meter lang, die Mittelwagen je 16,8 Meter. Die Achslast einer voll besetzten Einheit beträgt bis zu 19 t für die Triebdrehgestelle und bis zu 18 t für die Laufdrehgestelle. Der Einstieg in den Zug ist durch fünf zentral bediente, jeweils einen Meter breite Schwenkschiebetüren möglich.
Der Fahrgastraum ist mit Klimaanlage, WLAN, USB- und 230-V-Steckdosen ausgestattet. Insgesamt gibt es 314 Sitzplätze, davon 40 in der First/Business Class.
Die Sitzanordnung in den Business-Class-Abteilen, die sich hinter den Führerständen befinden, ist 1+1, in der zweiten Klasse meist 2+2. Eine Besonderheit sind die zusätzlichen insgesamt 24 „halben Stehplätze“ in den beiden Wagen der 2. Klasse, wenn drei Reihen dieser Sitze den Platz von zwei Sitzreihen einnehmen. Nach der Idee des Konstrukteurs sollten sie die Kapazität der Züge auf Verbindungen mit häufigen Haltestellen erhöhen, indem sie als eine Art „Barsitze“ fungieren. Reisende können dort warten, bis ein regulärer Sitzplatz frei wird.
Leo Express war sowohl an der Innen- als auch an der Farbgestaltung der Züge beteiligt.